# Liste der Biografien/Richi
Liste der Biografien |
Portal Biografien |
Personensuche
# |
A |
B |
C |
D |
E |
F |
G |
H |
I |
J |
K |
L |
M |
N |
O |
P |
Q |
R |
S |
T |
U |
V |
W |
X |
Y |
Z |
?
 
Ra |
Rb |
Rd |
Re |
Rh |
Ri |
Rj |
Rk |
Rl |
Rm |
Rn |
Ro |
Rr |
Rs |
Rt |
Ru |
Rv |
Rw |
Rx |
Ry |
Rz
 
Ria |
Rib |
Ric |
Rid |
Rie |
Rif |
Rig |
Rih |
Rii |
Rij |
Rik |
Ril |
Rim |
Rin |
Rio |
Rip |
Riq |
Rir |
Ris |
Rit |
Riu |
Riv |
Riw |
Rix |
Riy |
Riz
 
Rica |
Ricb |
Ricc |
Rice |
Rich |
Rici |
Rick |
Ricl |
Rico |
Ricq |
Rics |
Rict |
Ricu |
Ricz
 
Richa |
Richb |
Richd |
Riche |
Richg |
Richi |
Richl |
Richm |
Richn |
Richo |
Richr |
Richs |
Richt |
Richu |
Richw |
Richz
Die Liste der Biografien führt alle Personen auf, die in der deutschsprachigen Wikipedia einen Artikel haben. Dieses ist eine Teilliste mit 12 Einträgen von Personen, deren Namen mit den Buchstaben „Richi“ beginnt.

## Richi

### Richie
- Richie, Donald (1924–2013), US-amerikanisch-japanischer Schriftsteller, Journalist und Kritiker
- Richie, Lionel (* 1949), US-amerikanischer SängerLionel Richie (* 1949)

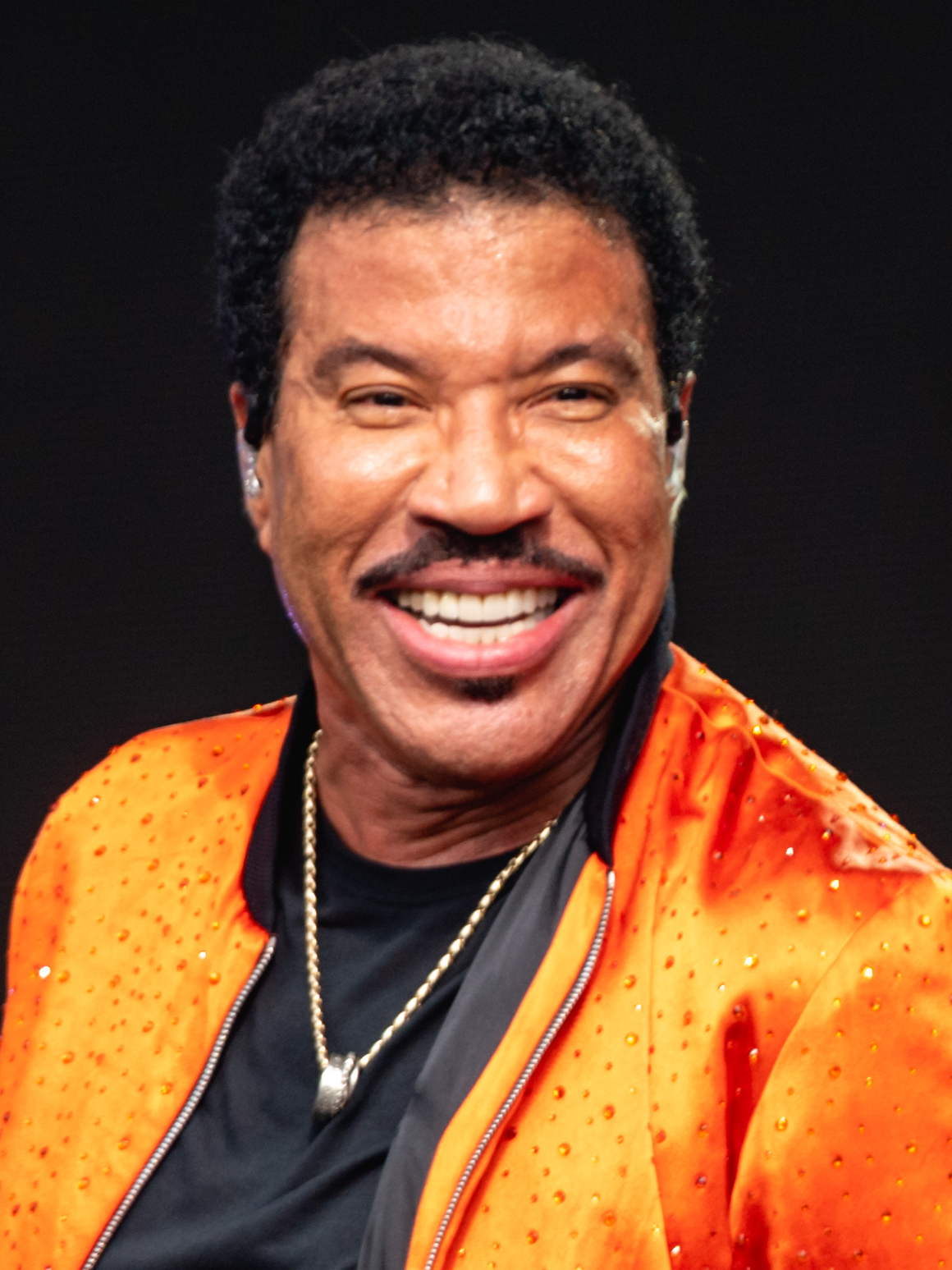
Lionel Richie (* 1949)

- Richie, Nicole (* 1981), US-amerikanische Schauspielerin und ein It-Girl
- Richier, Germaine (1902–1959), französische Bildhauerin und Grafikerin
- Richier, Ligier († 1567), französischer Bildhauer
- Richiez, Edgardo (* 1982), puerto-ricanischer Straßenradrennfahrer

### Richil
- Richilde († 1087), Gräfin von Hennegau (1051–1087), Regentin von Flandern
- Richildis von der Provence († 910), zweite Ehefrau Kaiser Karls II.; römisch-deutsche Kaiserin

### Richin
- Richings, Julian (* 1956), britisch-kanadischer Schauspieler
- Richini, Francesco Maria (1584–1658), italienischer Baumeister, Architekt und Ingenieur

### Richir
- Richir, Herman (1866–1942), belgischer Genre-, Akt- und Porträtmaler sowie Kunstpädagoge
- Richir, Marc (1943–2015), belgischer Philosoph